# 韋爾 (新罕布什爾州)
韋爾（英語：Weare）是一個位於美國新罕布什爾州希爾斯波羅縣的鎮。

## 人口
根據2020年美國人口普查的數據，韋爾的面積為155.70平方千米，當中陸地面積為153.00平方千米，而水域面積為2.70平方千米。當地共有人口9092人，而人口密度為每平方千米58人。